# 狼溪2
《狼溪2》（英語：Wolf Creek 2）是一部2013年澳大利亞恐怖電影，由葛格·麥克林共同編劇和導演。這部電影是2005年電影《狼溪》的續集，由約翰·賈瑞特再次飾演主角米克·泰勒。电影於2013年8月30日在威尼斯电影节上映，然後於2014年2月20日在澳大利亞上映。
影片講述了一對年輕的德國夫婦和一名英國遊客在澳大利亞內陸旅行，被瘋狂的仇外殺手米克·泰勒綁架，遭受酷刑折磨。與2005年的電影相似，該情節取材於現實生活中1990年代伊凡·米拉特和2001年布拉德利·默多克謀殺背包客的故事。這部電影受到影評人的褒貶不一，稱讚了賈瑞特和科爾的表演，但也批評了暴力和血腥。這部電影在澳大利亞的票房收入超過470萬美元。
第三部電影《狼溪3》目前正在製作中。

## 剧情
在澳大利亞西北部，高速公路巡警加里·布爾默和布赖恩·奧康納在內陸高速公路旁停車，迫切希望找到人开超速罰單。米克·泰勒（約翰·賈瑞特飾）在低於限速的情況下開車過去，他們把他攔在路邊，聲稱他超速了。在貶低和侮辱米克之後，兩名警官給了他一張超速罰單，並命令他處理掉他的卡車。不久之後，為了報復，米克在警官開車離開時朝奧康納的頭部開槍，導致汽車墜入溝壑。儘管布赖恩拼命懇求，米克還是打斷了他的腿，用布伊刀刺傷了他的背部並將这位受了致命傷的警官放回車內，然後將其澆上汽油並點燃。米克離開，留下布赖恩在隨之而來的爆炸中活活燒死。
與此同時，一對年輕的德國夫婦鲁特格尔和卡塔琳娜從悉尼搭便車前往狼溪陨石坑，並在附近露營。半夜，米克到達營地，主动提出带他們去别的地方，因為在國家公園露營是要罚款的。當鲁特格尔拒絕他的提議時，米克大發脾氣並在鲁特格尔的背後捅了一刀。然後他把卡塔琳娜綁起來準備強姦她，但受傷的鲁特格尔與米克搏鬥。鲁特格尔最終被制服並被斬首。米克然後告訴卡塔琳娜他們將在一起度過“有趣的幾個月”，然後扼殺她直到她失去知覺。
卡塔琳娜在深夜醒來，看到米克正在分尸餵狗。她逃進了灌木叢，米克開著他的卡車追她，稱這是玩捉迷藏遊戲。與此同時，英國遊客保羅·哈默史密斯（瑞恩·科爾飾）在高速公路上行駛，看到卡塔琳娜站在路上，便停下了車。他把她抱起來，但米克毫不留情地追著他們。米克向保羅開槍，卻意外殺死了卡塔琳娜。保羅然後開車離開，在黎明時深感遺憾地將卡塔琳娜的屍體留在沙地，用一個睡袋蓋在上面。米克現在必須追杀保羅，因为他是卡塔琳娜遇害的證人。他還責怪保羅奪走了他的“玩物”卡塔琳娜，虽然是米克自己開槍打死她的。
保羅到達高速公路。意識到他偏離了方向並且车油不足，他試圖在遠處拦下一輛卡車。他很快意識到卡車是米克駕駛的，他把原來的司機殺死了。經過長時間的追逐，米克碾過無數穿過高速公路的袋鼠，最终在陡峭的山坡上撞下保羅的車輛，使其滾下山谷。保羅在车祸中倖存下來並嘲笑米克，米克便讓卡車沖向保羅的車輛，保羅侥幸在發生爆炸时逃生。保羅跋涉數小時穿越內陸尋求幫助。他筋疲力盡且脫水，在內陸一幢房子附近昏倒，一對老年夫婦為他提供食物，让他住下来。他們計劃在保羅吃完飯後將他帶到最近的城鎮，但米克找到了这所房子，並開槍打死了這對夫婦。保羅再次逃跑，躲在草地裡，被米克抓住打暈了。
保羅在米克的地牢裡醒來，被綁在椅子上。米克對保羅在卡塔琳娜之死中扮演的角色感到憤怒，並準備折磨他，但保羅背诵打油詩，给米克唱他自稱在寄宿學校學到的歌曲，用他的“英國智慧”安撫了米克。米克让保罗回答關於澳大利亞文化和歷史的十個問題，並承諾如果他答對其中五個問題就會釋放他。然而，保羅每答錯一個問題，就會失去一根手指。保羅正確回答了前兩個問題，并透露他是主修歷史的。在他“答錯”了下一個問題後，米克被保羅激怒了，用砂磨機磨掉了他的一根手指。
保羅故意把下一個答案弄錯，米克應保羅的要求，把他的另一隻手也解开了，磨掉了一根手指。然後，保羅抓起旁边的一把錘子，用它砸了米克，然後逃離了地牢的隧道。保羅發現許多腐爛的屍體，还有一個極度消瘦的女人求他釋放她。在被受傷的米克追趕時，保羅偶然發現了一個出口，但他注意到正前方的地上有一張床單。掀开床单后，他發現这是一个陷阱。他考慮跳過陷阱时，他聽到有人過來，便马上躲起來，以为那是米克。當那個人影靠近時，他將她撞入陷阱，殺死了她，然而这个人正是他之前遇到的那個女人。緊接著，米克找到並制服了保羅，並用頭撞得他不省人事。
保羅醒來時，發現自己只穿著內褲，站在小鎮的一條人行道上，身上有多處傷口。他在附近發現了一張手寫的便條，上面寫著“失敗者”，随后他被兩名警察發現。字幕寫道，儘管「保羅」聲稱有個瘋子在澳洲內地濫殺遊客，他還是被列為狼溪地區一系列謀殺懸案的嫌疑犯。調查期間，他的精神完全崩潰，被送到醫院全天候看護。這部電影的結尾與第一部一樣，米克帶著他的步槍走進內陸。